# Talit

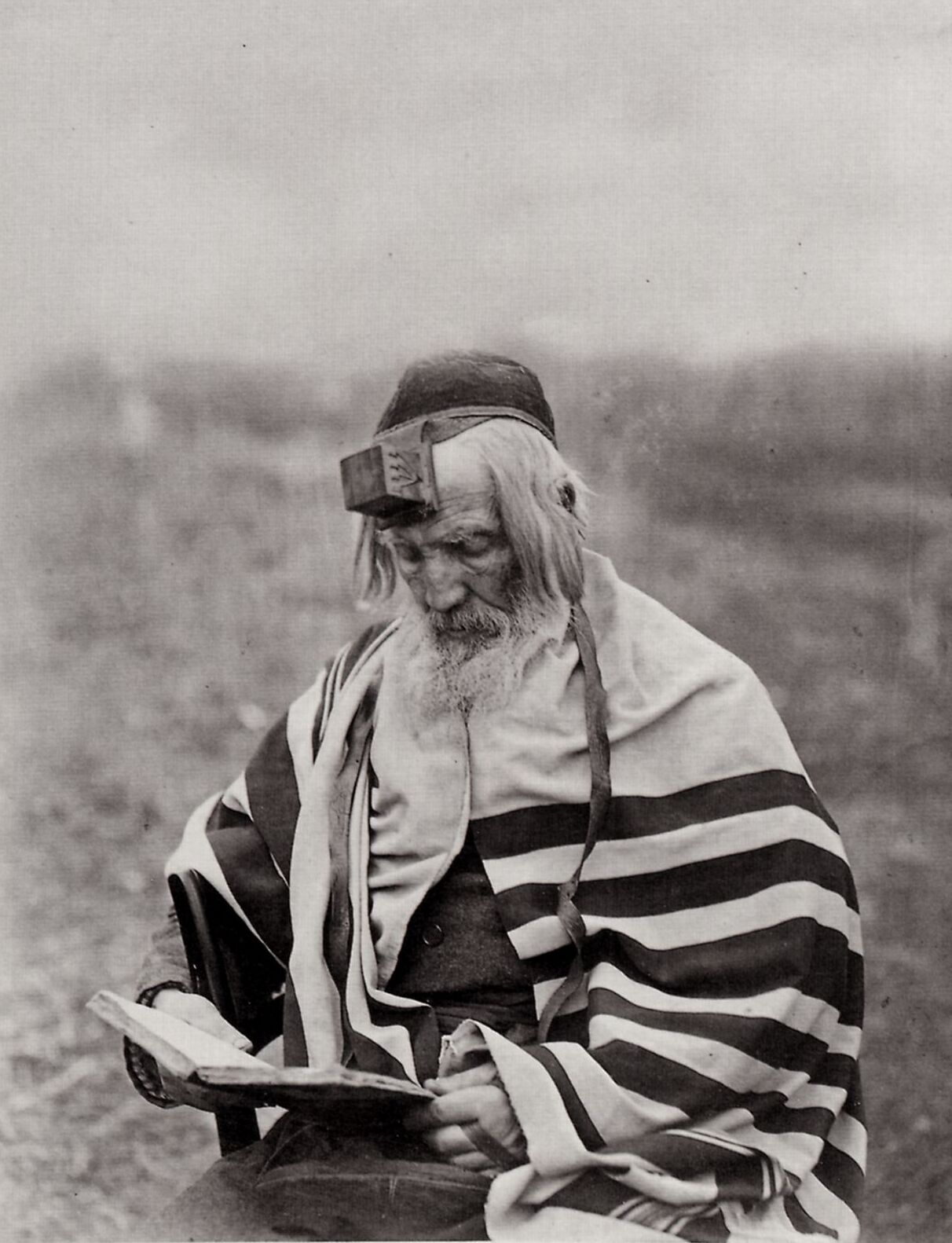
Żyd z Podolska w tałesie i tefilin

Talit (hebr. ‏טַלִּית‎, talit) lub tałes (jid. ‏טלית‎, tales) – prostokątna chusta (szal modlitewny) nakładana przez Żydów na głowę bądź ramiona podczas modlitwy. 
Tałes wykonany jest zwykle z białego materiału (wełny, bawełny lub jedwabiu), ozdabiany jest poprzecznymi pasami w kolorze niebieskim lub czarnym. Pasy te tworzone są na pamiątkę barwienia w czasach biblijnych cycit (cyces) na kolor niebiesko-fioletowy. Cicit są najważniejszym elementem tałesu. Wiązanie frędzli na końcu szat nakazuje żydom Tora w Księdze Liczb (Bemidbar) 15,37–41. Na górną krawędź tałesu naszywa się także atarę (koronę).
Żydzi ortodoksyjni noszą pod ubraniem także mniejszy, codzienny talit katan.
Symbolika tałesu posłużyła jako inspiracja dla współczesnej flagi Izraela.